# Waimamakau (rivière)
La rivière Waimamakau  est une courte rivière du District du Far North dans la région du Northland dans l’Ile du Nord de la Nouvelle-Zélande.

## Géographie
De manière embrouillée, c’est un affluent de la rivière Waimamaku, atteignant cette dernière à 10 kilomètres au sud-est d’Opononi.[réf. nécessaire]